# Виницкий, Всеволод Владимирович
Всеволод Владимирович Вини́цкий (11 февраля 1915, Омск, Акмолинская область, Российская империя — 12 сентября 1992, Москва, СССР) — советский лётчик-испытатель 1-го класса, мастер спорта СССР.

## Биография
Родился в Омске. Сначала окончил школу лётчиков-планеристов, а затем в 1939 году — Николаевскую школу морских лётчиков имени С. А. Леваневского, работал лётчиком-инструктором. В Великую Отечественную войну служил лётчиком во 2-м учебном авиационно-планерном полку ВДВ, участвовал в военных действиях на Западном и на Забайкальском фронтах. После окончания войны и увольнения в запас три года летал в Полярной авиации командиром авиагруппы.
В 1950 году главный конструктор Миль предложил Всеволоду Владимировичу перейти на лётно-испытательную работу в своё ОКБ. Вскоре В. В. Виницкий стал одним из лучших лётчиков-испытателей фирмы Миля. В 1954 году он перешёл на работу лётчиком-испытателем в ЛИИ, с 1959 по 1960 год работал инструктором в Школе лётчиков-испытателей, где подготовил большую группу вертолётчиков, в числе которых был будущий Герой Советского Союза, заслуженный лётчик-испытатель СССР Г. Р. Карапетян.
Проводил заводские испытания вертолётов Ми-1, Ми-4. Исследовал флаттер несущего винта вертолётов. По разработанной им методике впервые в СССР Виницкий выполнил на Ми-1 посадку с выключенным двигателем на режиме авторотации, он также первым освоил полёты на вертолёте в условиях облачности, ночью, в условиях естественного обледенения, выполнил первый на вертолёте Ми-1 дальний перелёт Москва — Петрозаводск — Москва. Разработал комплекс фигур высшего пилотажа и осуществил его на Ми-4 на воздушном параде в Тушине в 1958 году. В 1959 году вместе с Д. К. Ефремовым пилотировал первый опытный винтокрыл Ка-22.
Награждён орденами Отечественной войны 1-й и 2-й степени, Трудового Красного Знамени, медалями «За оборону Москвы», «За победу над Германией», «За победу над Японией».
Умер 12 сентября 1992 года в Москве в возрасте 77 лет. Похоронен на Кузьминском кладбище.

## Рекорды
На вертолётах Ми-1, Ми-4 и Ка-15 Винницкий установил пять мировых рекордов скорости и высоты подъёма:
- 26.04.1956. Ми-4. Высота полёта с грузом 1000 кг (6048 м)
- 29.05.1958. Ка-15. Скорость полёта на 100-км замкнутом маршруте (162,784 км/ч)
- 06.05.1959. Ка-15. Скорость полёта на 500-км замкнутом маршруте (170,445 км/ч). Командир экипажа — В. В. Винницкий, борт/механик — С. П. Санаев
- 19.05.1959. Ми-1. Скорость полёта на 500-км замкнутом маршруте (196,452 км/ч). Командир экипажа — В. В. Винницкий, борт/механик — Г. Е. Мартышкин
- 21.05.1959. Ми-1. Скорость полёта на 100-км замкнутом маршруте (210,535 км/ч). Командир экипажа — В. В. Винницкий, борт/механик — Ю. Н. Геращенко